# 莫埃马
莫埃马是巴西米纳斯吉拉斯州的一个市镇。总面积202.663平方公里，总人口6754人，人口密度33.3人/平方公里。